# Бондо (ДР Конго)
Бондо (фр. Bondo) — город в провинции Нижнее Уэле Демократической Республики Конго. Город расположен на северном берегу реки Уэле. В 2010 году население города по оценкам составляло 18 118 человек.

## Транспорт
Через Бондо проходит транс-африканский автодорожный маршрут  шоссе Лагос-Момбаса. Но наземным транспортом к городу добраться трудно, так как дороги после дождей становятся непроходимыми, а навигация по Уэле ограничена из-за водопадов.
Бондо соединяется с городом Акети неработающей веткой железнодорожной линии Викиконго, построенной бельгийцами в 1920-х годах.
В городе также есть аэродром Бондо.

## Природа
На востоке города расположен лес Били, в котором обитают открытые в конце XX века крупные шимпанзе Били.